# Słowchlib Słowiańsk
Słowchlib Słowiańsk (ukr. Футбольний клуб «Словхліб» Слов’янськ, Futbolnyj Kłub "Słowchlib" Słowjanśk) – ukraiński klub piłkarski z siedzibą w Słowiańsku, w obwodzie donieckim.

## Historia
Chronologia nazw:
- 1999—...: Słowchlib Słowiańsk (ukr. «Словхліб» Слов’янськ)

Drużyna piłkarska Słowchlib Słowiańsk została założona w mieście Słowiańsk w 1999 i reprezentowała miejscowe przedsiębiorstwo produkcji pieczywa WAT "Chlib". Zespół występował w rozgrywkach mistrzostw i Pucharu obwodu donieckiego.
W 2002 debiutował w rozgrywkach Amatorskiej Lihi, gdzie zajął pierwsze miejsce w 5 grupie, ale potem zrezygnował z turnieju finałowego. W sezonie 2004 zajął najpierw drugie miejsce w 4 grupie, a potem w turnieju finałowym również był drugi. Dopiero za trzecim razem w sezonie 2009 zajął najpierw pierwsze miejsce w 4 grupie, a potem w turnieju finałowym trzecie miejsce, które dało awans do Drugiej Lihi.

## Sukcesy
- Amatorska Liga:

wicemistrz: 2004
3 miejsce: 2009
- Amatorski Puchar:

finalista: 2010
- mistrzostwo obwodu donieckiego:

mistrz: 2001, 2002, 2003, 2004, 2005, 2007, 2008, 2009
- Puchar obwodu donieckiego:

zdobywca: 2002-2007
- Superpuchar obwodu donieckiego:

zdobywca: 2007, 2008